# Ярмарок ветеранського бізнесу
Ярмарок ветеранського бізнесу — регулярний соціальний захід у місті Львів, що об'єднує ветеранів, членів їхніх сімей та підприємців-ветеранів для презентації та продажу виробів і послуг. Ярмарок має на меті підтримку ветеранського підприємництва, популяризацію соціальних ініціатив та інтеграцію ветеранів у економічне життя міста.

## Організатори
Головним організатором є громадська організація «Родин полеглих Героїв Львівщини» під керівництвом голови Вікторії Олександрівни Родич.
Партнерами заходу виступають:
- Львівська міська рада
- Центр підтримки підприємництва м. Львів

## Формат заходу
Ярмарок проходить на площі Ринок у Львові (або інших локаціях міста) з регулярною періодичністю (приблизно 1-2 рази на місяць). На ярмарку представлені:
- вироби ручної роботи (прикраси, сувеніри, мистецькі роботи)
- крафтові продукти харчування
- фермерська продукція, вирощена на підприємствах ветеранів

Учасниками є ветерани, члени їхніх сімей та ветеранські підприємства.

## Соціальні мережі
- Офіційна сторінка організатора ГО «Родин полеглих Героїв Львівщини» у Facebook: facebook.com/rodynipoleglykhgeroyivlvivshchyny
- сторінка ярмарку ветеранського бізнесу у соціальній мережі

## Мета
Основна мета заходу — створення платформи для розвитку ветеранського бізнесу, сприяння соціальній адаптації ветеранів та підтримка їхніх родин через економічні можливості.